# Satoru Sakuma
Satoru Sakuma (佐久間 悟 Sakuma Satoru?), född 7 juli 1963 i Tokyo prefektur, är en japansk före detta fotbollsspelare och tränare.
Sakuma började sin karriär i NTT Kanto. Han avslutade karriären 1991.
Sakuma har efter den aktiva karriären verkat som tränare och har tränat J1 League-klubbar, Omiya Ardija och Ventforet Kofu.